# Joanna Suliburska
Joanna Maria Suliburska – polska lekarka i dietetyk, prof. dr hab., wykładowca Uniwersytetu Przyrodniczego w Poznaniu.

## Życiorys
W 2001 uzyskała tytuł magistra inżyniera technologii żywności i żywienia człowieka (Uniwersytet Przyrodniczy w Poznaniu). Doktoryzowała się na Uniwersytecie Medycznym w Poznaniu w 2005, a habilitowała na tej samej uczelni w 2014. Przebywała na stażach naukowych w Kanadzie, Portugalii, Francji i Hiszpanii. 4 grudnia 2021 otrzymała tytuł profesora nauk medycznych i nauk o zdrowiu. Jest członkiem senatu poznańskiego Uniwersytetu Przyrodniczego. 
Jej główne zainteresowania naukowe to wpływ czynników farmakologicznych i żywieniowych na gospodarkę mineralną organizmu, interakcja leków i suplementów diety ze składnikami mineralnymi, czy też ocena gospodarki mineralnej u kobiet w zależności od wieku oraz stanu fizjologicznego. Bada związki między stężeniem pierwiastków niezbędnych i toksycznych w płynie owodniowym i surowicy krwi, a rozwojem płodu. Jest zainteresowana analizą czynników żywieniowych i zdrowotnych mających wpływ na gospodarkę mineralną kobiet w ciąży.